# 石浜みかる
石浜 みかる（いしはまみかる、女性、1941年 - ）は、日本のノンフィクション作家、翻訳家。神奈川県藤沢市在住。

## 人物
神戸市生まれ。戦時中、キリスト教を信仰していた父親が治安維持法違反で投獄された経験を持つ。
1965年神戸女学院大学卒。在学中イスラエルを訪れキブツに暮らす。卒業後は出版社勤務、英語教師、専門学校教師などのかたわら文筆活動を行う。
1966年当時映画監督の高橋治と結婚、二児を儲ける。子は文月涼。

## 著書
- 『シャローム(こんにちは)イスラエル』（オリオン社） 1965
- 『まだ見ぬあなた』（オリオン出版社） 1968、のち角川文庫
- 『カリフォルニアの素敵な学校』（新潮社） 1982、のち文庫
- 『七転八倒ああ子ども』（弥生書房） 1985
- 『ひかり輝く季節に』（国土社、青春ノート） 1985
- 『あの戦争のなかにぼくもいた』（国土社、ベスト・セレクション） 1992
- 『紅葉の影に ある牧師の戦時下の軌跡』（日本基督教団出版局） 1999
- 「父から聞いた原爆の話 - 広島刑務所で被曝して」（女子パウロ会編、『原子野からの旅立ち』） 2005
- 『変わっていくこの国で 戦争期を生きたキリスト者たち』（日本基督教団出版局） 2007

## 翻訳
- 『イスラエル』（S・ファインスタイン、国土社、目で見る世界の国々） 1991
- 『ヨルダン』（S・ファインスタイン、国土社、目で見る世界の国々） 1991
- 『レバノン』（S・ファインスタイン、国土社、目で見る世界の国々） 1992
- 『シリア』（S・ファインスタイン、国土社、目で見る世界の国々） 2002

## 参考
- 『ヨルダン』訳者紹介